# Савет за иностране односе
Савет за иностране односе (енгл. Council on Foreign Relations - CFR) је независна и нестраначка инострана политичка организација, која је основана у 68. улици у Њујорку 29. јула 1921. године. Ова организација броји око 2.000 чланова који припадају најелитнијим круговима власти, предузетништва, финансија, комуникација и универзитета у Сједињеним Држава. 
Међу оснивачима су се налазили многи који су, после Првог светског рата, учествовали у потписивању Версајског уговора: пуковник Едвард Мендел Хаус, Волтер Липман, Џон Фостер Далс, Ален Далс и Кристијан Хертер. Оснивање Савета за иностране односе финансијски су помогли Џон Пијерпонт Морган, Џон Д. Рокфелер, Бернард Барух, Пол Варбург, Ото Кан и Јакоб Шиф. Своје циљеве Савет је континуирано излагао кроз разне публикације, од којих је најпознатији часопис "Инострани послови" (Foreign Affairs). Поред тога, често су ставови ове организације излазили у посебним тематским часописима, као што је "Студио". 
Оснивачи Савета за иностране односе учествовали су у доношењу Повеље Друштва народа (Волтер Липман, Ален Далс и Кристијан Хертер). Савет за иностране односе је са својим чланством био заступљен и приликом оснивања Организације уједињених нација 1945. године у америчкој делегацији било је 47 чланова Савета, укључујући Едварда Стетијуса, тадашњег државног секретара, Џона Фостера Далса, Нелсона Рокфелера, Адлаја Стивенсона и првог председавајућег Уједињених нација, Алџера Хиса.